# 湯瑪斯克羅斯羅茲
湯瑪斯克羅斯羅茲（英語：Thomas Crossroads）是位於美國喬治亞州考維塔縣的一個非建制地區。該地的面積和人口皆未知。

## 地理
湯瑪斯克羅斯羅茲的座標為33°24′28″N 84°40′56″W / 33.40778°N 84.68222°W，而該地的平均海拔高度為287米（即942英尺）。